# Pimpla melanacrias
Pimpla melanacrias är en stekelart som beskrevs av Perkins 1941. Pimpla melanacrias ingår i släktet Pimpla och familjen brokparasitsteklar. Arten är reproducerande i Sverige. Inga underarter finns listade i Catalogue of Life.